# Merla roquera del miombo
La merla roquera del miombo (Monticola angolensis) és una espècie d'ocell de la família dels muscicàpids (Muscicapidae) Es troba al nord de l'Àfrica Austral i el sud de l'Àfrica central. El seu hàbitat natural és la sabana boscosa del miombo. El seu estat de conservació es considera de risc mínim.